# Corbett Reinhart
Corbett Reinhart es un personaje de la saga de películas de terror Saw.

## Perfil
Es la hija pequeña de Jeff Reinhart y hermana del difunto niño Dylan. Le gusta jugar con los juguetes que tenía Dylan, por lo que su papá siempre la castiga. Amanda y Hoffman, bajo las órdenes de Jigsaw, la secuestran a ella y a Jeff, dejándola sola en una habitación con un suministro limitado de oxígeno.

## Historia
Después de que sus padres fueron secuestraron para ser puestos a prueba en juegos individuales, Corbett también fue raptada como parte del juego de su padre. Ella fue encerrada con llave en una habitación con un suministro de oxígeno limitado. Si Jeff le hubiera permitido Jigsaw vivir, la situación de Corbett se habría revelado. Sin embargo, Jeff mató Amanda y Jigsaw que a su vez habían causado la muerte de su esposa. Cuando Jigsaw se murió, mediante una cinta le fue revelado a Jeff, que tendría que jugar un juego para volver a ver a su hija. El destino de Corbett todavía es desconocido después Saw IV debido a la muerte de su padre que le impidió hacer la prueba para salvarla. Si ella se salva de algún modo, es la última miembro de la familia de Reinhart/Denlon. 
En Saw IV, Hoffman se le ve la tenencia de un juguete cuando dejaba la oficina, y la Agente Pérez le preguntó para quién era, a lo que contestó que era una larga historia. Corbett también tenía un oso similar cuando se la ve encerrada en la habitación. Esta escena probablemente revele que fue Hoffman el que encerró a la niña y le dio el oso de peluche. 
En Saw V, es salvada de la trampa por Hoffman.
En Saw VI, en una escena después de los créditos en la versión Unrated del DVD, se ve que Amanda va a su celda y le dice que no confíe en "quien la salve" (Hoffman).
Su nombre Corbett se debe al nombre de la actual esposa de Leigh Whannell al igual que Jill Tuck. La esposa se llama Corbett Tuck

## Actriz
Niamh Wilson es la encargada de darle vida a Corbett en la tercera película de la saga.

## Doblaje
Sofía Torrabadella dobla a Corbett en Saw III.
- Datos: Q5788302